# Bundesverfassungsgericht

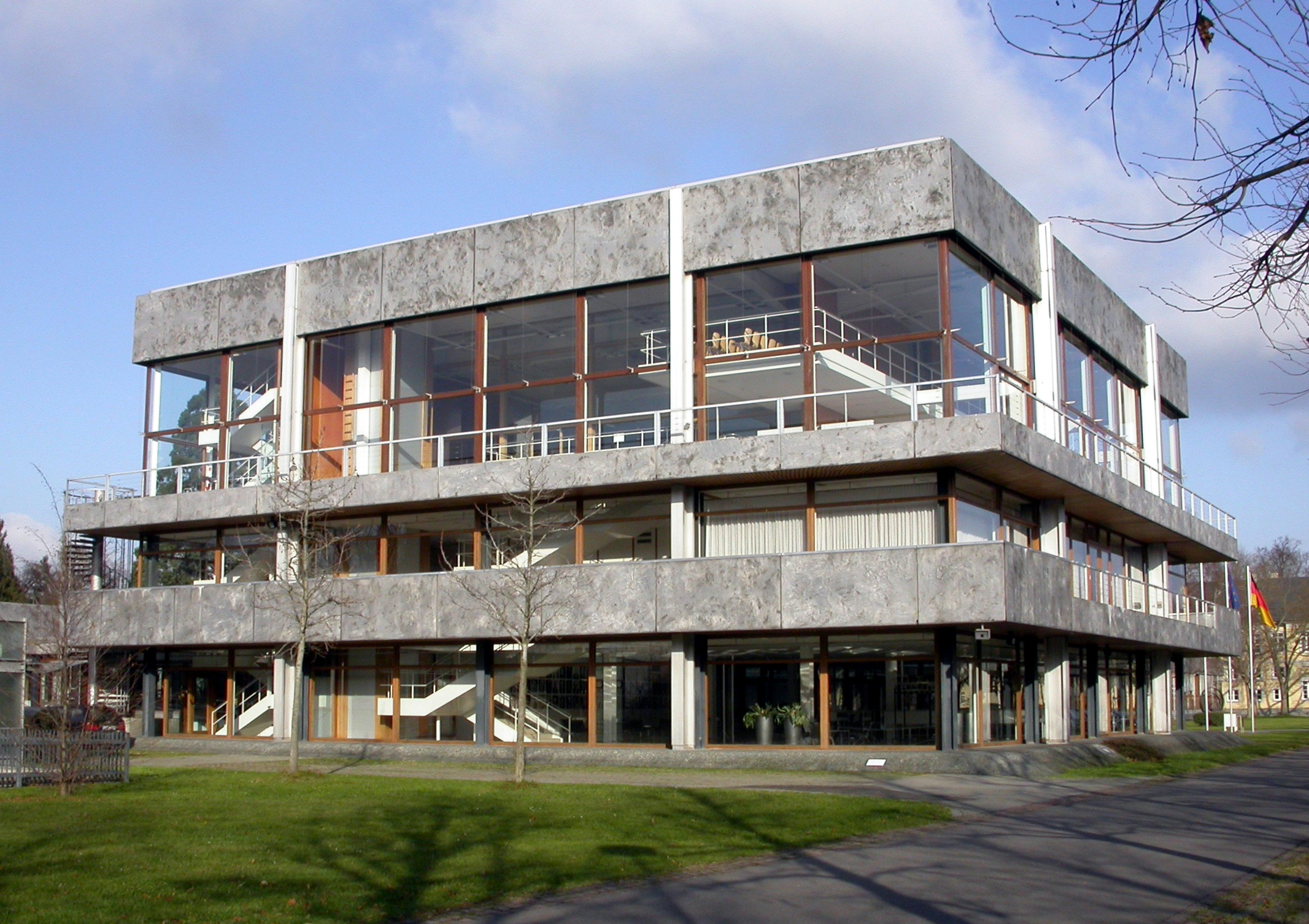
Het gebouw van het Bundesverfassungsgericht

Het Bundesverfassungsgericht is het grondwettelijk hof van Duitsland. Het hof is sinds zijn oprichting in 1951 gevestigd in Karlsruhe.

## Geschiedenis
Het Bundesverfassungsgericht is een van de markantste resultaten van het constitutionalisme in het naoorlogse Duitsland. Tegen de achtergrond van het nazisme is het vanaf de oprichting overgegaan tot het formuleren van democratische principes. Ondertussen is het tot een van de belangrijkste politieke en juridische instellingen van het federale Duitsland uitgegroeid. Het is geen Supreme Court aangezien het zich niet bezighoudt met hogere beroepen tegen beslissingen van lagere rechters, maar wel enkel met voorzieningen waarin de Duitse grondwet betrokken is. Het is dan ook niet het hoogste rechtscollege van Duitsland maar staat eerder buiten het Duitse juridische systeem. Het bevindt zich in de grijze zone tussen recht en politiek. In eerdere grondwetten was er reeds sprake van rechtbanken die zich met constitutionele aangelegenheden bezighielden. Zo was er in 1850 als eerste de “Bayerischen Staatsgerichtshof”. De grondwet van 1871 voorzag echter niet in een grondwettelijk hof, terwijl de Weimar Grondwet van 1919 dan weer een (beperkte) constitutionele rechtbank inrichtte.
Het Bundesverfassungsgericht zoals we het vandaag kennen werd ingevoerd door de Grondwet van de Bundesrepublik Deutschland in 1949. Twee jaar later, in 1951, opende het zijn deuren. Voor het eerst was er een rechtbank bevoegd als finale arbiter in grondwettelijke aangelegenheden zodat de bindende kracht van de hele grondwet gewaarborgd werd. De positie van het Bundesverfassungsgericht is tweeledig. Enerzijds staat het op gelijke voet met de andere hoogste constitutionele organen zodat het zelf ook dat statuut verkrijgt en zijn onafhankelijkheid verzekerd blijft. Anderzijds is het een rechtbank die uitsluitend bevoegd is voor het vellen van juridische beslissingen. Daar waar andere rechtbanken enkel bindende beslissingen tussen partijen kunnen nemen, zijn de beslissingen van het Bundesverfassungsgericht bindend voor alle rechtbanken en autoriteiten van het federale Duitsland.
In de beginjaren van het Bundesverfassungsgericht, namelijk de jaren 50, werd het door de conservatieve regering van Adenauer aangezien als een gevaarlijke tegenstander. Voorbeelden hiervan zijn de Televisie zaak (1962) en de Lüth zaak (1958). Vanaf de jaren 60 en 70 houdt het Bundesverfassungsgericht zich bezig met actuele thema’s zoals gendergelijkheid en vrije meningsuiting. Als in 1969 de socialistische democratische coalitie aan de macht komt, verandert de houding van het Bundesverfassungsgericht aanzienlijk. Het doet er alles aan om de sociale en politieke hervormingen van de nieuwe regering binnen de perken te houden, bijvoorbeeld in verband met abortus. Vanaf 1982, als kanselier Kohl aan de macht komt, probeert het Bundesverfassungsgericht een gulden middenweg te zoeken tussen vriendelijkheid naar de regering toe en de controle op de maatregelen die deze regering neemt. In de vroege jaren 90 krijgt het te maken met problemen die rijzen naar aanleiding van de eenmaking van Duitsland. Kortom, het Bundesverfassungsgericht heeft bijgedragen tot de liberalisering van de federale republiek en is op wereldvlak het model bij uitstek voor nieuwe grondwettelijke hoven in de voormalige Sovjetlanden en elders ter wereld.
Daar waar het Bundesverfassungsgericht vooral bedoeld was om conflicten binnen het Duitse rechtssysteem op te lossen, acht het zichzelf ook bevoegd op vlak van het Europese communautair recht. Solange 1 (1974), Solange II (1986), het Maastricht Urteil (1993) en het Lissabon Urteil (2009) zijn hier voorbeelden van.

## Grondwettelijke positie
Het Bundesverfassungsgericht is een gerechtshof sui generis, dat voornamelijk wordt beheerst door 2 soorten regels. In de eerste plaats is er de Grondwet (Grundgesetz, GG.). In 1949 werd de oprichting van een Bundesverfassungsgericht in de Grondwet ingeschreven in hoofdstuk IX van de Duitse Grondwet. In artikels 92 tot en met 94 bevinden zich de voornaamste bepalingen. In art. 92 van de Duitse Grondwet (Grundgesetz, GG.) wordt het Bundesverfassungsgericht genoemd als deel van de Duitse rechterlijke macht. Art. 93 GG. heeft het over de bevoegdheid. De samenstelling en rechtskracht van de arresten worden toegelicht in art. 94 GG.
Verdere regels met betrekking tot organisatie, bevoegdheid en procedure bevinden zich in het zogenaamde “Gesetz über das Bundesverfassungsgericht” (BverfGG), aangenomen op grond van art. 94, lid 2 GG. Deze wet omvat 3 grote delen. Ten eerste is er de oprichting en de bevoegdheid van het hof, vervolgens de procedure. Het merendeel van de wet omschrijft evenwel specifieke procedures die dienen te worden gevolgd wanneer specifieke soorten wetten ter toetsing worden voorgelegd. Deze wet werd aangenomen op federaal niveau en geldt dus zonder uitzondering in heel Duitsland.

## Structuur
Het Bundesverfassungsgericht bestaat uit zestien rechters. Verschillend met de aanstelling van de rechters in de andere rechtbanken, worden deze verkozen door de twee federale wetgevende instanties. De ene helft wordt verkozen door de Bondsdag, de andere helft door de Bondsraad, elk met een tweederdemeerderheid. Gezien de grote politieke invloed van het Bundesverfassungsgericht is dit een poging om het zo op zijn minst een indirecte democratische legitimiteit te geven. De vereiste van een tweederdemeerderheid helpt de positie van de politieke minderheidspartijen in elk orgaan te versterken. Normaal kan een enkele partij geen tweederdemeerderheid behalen in de Bondsdag of de Bondsraad, zodat steeds een compromis moet bereikt worden tussen de verschillende politieke strekkingen. Het nadeel van dit systeem is dat de verkiezing van de rechters kan leiden tot een ongewenste politisering van het Bundesverfassungsgericht. De helft van de rechters wordt in gesloten, bijna geheime vergaderingen van een rechterlijke kiescommissie ("Richterwahlausschuß") bestaande uit twaalf leden van de Bondsdag verkozen. De Bondsraad verkiest de andere helft na niet-openbare onderhandelingen tussen de vertegenwoordigers van de Duitse Staten en de partijvoorzitters.
Drie rechters uit elke senaat moeten reeds als rechter in een van de andere federale opperste hoven gezeteld hebben voorafgaandelijk aan hun benoeming in het Bundesverfassungsgericht. Het mandaat van de rechters duurt twaalf jaar of eindigt op de leeftijdsgrens van 68 (art 4. BverfGG). Om hun onafhankelijkheid te garanderen, kunnen deze niet worden herverkozen en kunnen ze niet in andere instellingen zetelen. De beslissingen van het Hof worden door een Senaat of een Kamer bekomen. De rechters van de Senaten worden bij de uitoefening van hun taken ondersteund door secretariaten, wetenschappelijke medewerkers en voorzittersraden.
Oorspronkelijk bestonden de Senaten elk uit twaalf rechters. Sinds 1963 werd dat aantal verminderd en bestaan de Senaten uit telkens acht leden. De Eerste Senaat wordt voorgezeten door de Vicepresident, de Tweede Senaat door de President. De huidige President van het Hof is Prof. Dr. Andreas Voßkuhle. De bevoegdheid voor grondwettelijke klachten en wetscontrole wordt verdeeld over de twee Senaten. De Eerste Senaat is voornamelijk bevoegd voor de wettelijke toetsing, wat vooral de onverenigbaarheid van een wettelijke bepaling met de fundamentele rechten uitmaakt en voor de constitutionele klachten (met uitzondering van de constitutionele klachten van gemeenten en die op het vlak van verkiezingsrecht). In alle andere procedures beslist de Tweede Senaat exclusief. De Tweede Senaat – de politieke senaat – buigt zich meer over de ‘grote’ grondwettelijke geschillen; o.a. de interpretatie van de grondwet in geval van geschillen over de omvang van de rechten en plichten van een opperste federaal orgaan of procedures met het oog op het verbieden van partijen. De plenaire vergadering van het Bundesverfassungsgericht kan, met ingang van het begin van het volgende boekjaar, een andere bevoegdheid aan een Senaat dan waarvoor ze normaal bevoegd is toewijzen, mocht dit noodzakelijk zijn omdat een van de Senaten -niet enkel tijdelijk- is overbelast. Als het onduidelijk is welke Senaat bevoegd is voor een welbepaalde procedure, wordt de zaak door een commissie behandeld, bestaande uit de president, de vicepresident en vier rechters, waarvan er twee worden benoemd door elke Senaat voor het boekjaar. Als de stemmen staken, zal de voorzitter van de commissie een beslissende stem hebben (art. 14 BverfGG).
In elke Senaat zijn er een aantal Kamers met telkens drie leden (art. 15 BverfGG). De Kamers beslissen voornamelijk of een grondwettelijke klacht moet worden toegelaten voor een verdere procedure. Als een klacht niet wordt toegelaten is de procedure ten einde. De Kamer kan een grondwettelijke klacht toestaan als deze duidelijk gegrond is. In procedures van fundamenteel belang daarentegen, is het altijd de voltallige Senaat die beslist. De Kamers verlichten vooral de werkdruk van de Senaat.
In de meeste gevallen is er een gewone meerderheid nodig binnen een Senaat van het Bundesverfassunggericht om tot een beslissing te komen in een zaak, in sommige gevallen een tweederdemeerderheid (art. 15 §4 BverfGG). Een Senaat is bekwaam beslissingen te nemen als ten minste zes rechters aanwezig zijn. Aangezien elke Senaat bestaat uit een even aantal rechters, is het mogelijk dat de Senaat gelijk verdeeld is over een bepaalde kwestie. In dat geval voorziet het Bundesverfassungsgerichtsgesetz dat de status quo zal worden gehandhaafd zodat er geen schending van de Grondwet kan en zal worden uitgesproken (art. 15 § 4 BverfGG). In tegenstelling tot andere Duitse rechtbanken, die enkel de meerderheidsbeslissing publiceren, hebben de rechters van het Bundesverfassungsgericht de mogelijkheid een dissenting opinion te geven, die samen met de meerderheidsbeslissing wordt gepubliceerd. Het Bundesverfassungsgericht kan een tussentijds bevel geven, als dit nodig is om een eiser voor een ernstig nadeel te behoeden, een dreigend geweld of omwille van andere belangrijke redenen om het openbaar belang te beschermen (art. 32 BverfGG).
In een Kamer moeten de uitspraken echter unaniem zijn. Het is niet geoorloofd dat een Kamer een precedent van de Senaat waartoe het behoort verwerpt; zulke zaken moeten aan de Senaat zelf worden voorgelegd. Zo ook wanneer een Senaat een uitspraak zou willen doen over een precedent van een andere Senaat, moeten dergelijke kwesties aan een plenaire vergadering worden voorgelegd (art. 16 BverfGG). Dit is nog maar vier keer voorgevallen. De plenaire zitting bestaat uit alle zestien leden van het Hof en heeft ook organisatorische taken. De President is voorzitter van de plenaire vergadering. Binnen het kader van de wet, regelt de plenaire vergadering de bekwaamheden van de Senaten. Voorafgaand aan elk werkingsjaar worden de Senaten hun bekwaamheden, naast hun vaste bekwaamheden, toegewezen.

## Lijst van presidenten van het Bundesverfassungsgericht
|    | Naam                   | Begin mandaat | Einde mandaat |
| -- | ---------------------- | ------------- | ------------- |
| 1  | Hermann Höpker-Aschoff | 1951          | 1954          |
| 2  | Josef Wintrich         | 1954          | 1958          |
| 3  | Gebhard Müller         | 1959          | 1971          |
| 4  | Ernst Benda            | 1971          | 1983          |
| 5  | Wolfgang Zeidler       | 1983          | 1987          |
| 6  | Roman Herzog           | 1987          | 1994          |
| 7  | Jutta Limbach          | 1994          | 2002          |
| 8  | Hans-Jürgen Papier     | 2002          | 2010          |
| 9  | Andreas Voßkuhle       | 2010          | 2020          |
| 10 | Stephan Harbarth       | 2020          |               |

## Bevoegdheid
Het hof heeft tot taak om vast te stellen of wetten in overeenstemming zijn met de grondwet .
Het Bundesverfassungsgericht (hierna “Hof” genoemd) steunt haar bevoegdheid op art. 93 Grundgesetz (GG) en art. 13 Bundesverfassungsgerichtsgesetz (BVerfGG), hetwelke het Enumerationsprinzip bevat: het is toegelaten om zich tot het Hof te wenden wanneer het geschilpunt onder een van de talrijke bevoegdheidstoewijzingen door de Grondwet of een federale wet kan geclassificeerd worden. Tevens kan een Landesgesetz (een wet gecreëerd in een deelstaat) de beslissingen over constitutionele disputen toewijzen aan het Hof (art. 99 GG). Hierna volgt een overzicht van de verschillende zaken die aan het Hof voorgelegd kunnen worden.

### 1. Verfassungsbeschwerde (klacht/rekest over ongrondwettige maatregelen)
Iedere burger (zowel een natuurlijke als een rechtspersoon) kan voor het Hof een schending door de publieke overheid inroepen van zijn basisrechten (art. 1 t.e.m. 19 GG), art. 20, §4 GG of art. 33, 38, 101, 103 of 104 GG (art. 93, §1, 4a GG). Basisrechten zijn o.a. het recht op menselijke waardigheid (art. 1 GG), het recht op leven (art. 2 GG), het recht op een familieleven (art. 6 GG), het recht van onschendbaarheid van de woning (art. 13 GG). Art. 20 § 4 bepaalt dat alle Duitsers het recht hebben om zich te verzetten tegen personen die deze grondrechten willen afschaffen, rekening houdend met het subsidiariteitsbeginsel. Art. 33 GG bevat het gelijkheidsbeginsel, art. 38 GG het recht op vrije verkiezingen, art. 101 GG het verbod op uitzonderingsrechtbanken, art. 103 GG het recht op een eerlijk proces en art. 104 GG bepalingen m.b.t. de vrijheidsberoving.x
De klacht kan door de verzoeker ingesteld worden door middel van een verzoekschrift dat moet voldoen aan vier ontvankelijkheidsvoorwaarden :
a) De (theoretisch) mogelijke schending van een of meerdere grondrechten;
b) De schending moet persoonlijk, actueel en rechtstreeks zijn. De verzoeker kan enkel de ongrondwettelijkheid van regelgeving aanklagen die betrekking heeft op zijn persoon, een actio popularis is dus niet toegestaan. Een verzoek is niet actueel indien het probleem reeds in het verleden is opgelost of enkel gevreesd wordt in de toekomst. De inbreuk is rechtstreeks, wanneer de aangevochten bepaling op zichzelf, zonder andere bepalingen, de schending van een grondrecht veroorzaakt.
c) De schending moet veroorzaakt worden door een publieke autoriteit. Dit begrip moet ruim geïnterpreteerd worden; het behelst alle organen van de wetgevende, rechterlijke en uitvoerende macht (gaande van de federale regering t.e.m. de individuele politieagent).
d) De verzoeker moet eerst alle andere rechtsmiddelen uitgeput hebben.
Om gegrond te zijn, moet de klacht een schending van een grondrecht inhouden. Dit kan voor onduidelijkheid zorgen indien het over een klacht ingediend tegen rechterlijke beslissing gaat. In 1964 heeft het Hof dan ook in een arrest gespecificeerd dat het zich enkel ontfermt over klachten tegen rechterlijke beslissingen die een daadwerkelijke schending van een grondrecht inhouden. Het is aan de normaal bevoegde rechtbanken voorbehouden om het proces te organiseren, de feiten te beoordelen en de wet te interpreteren en toe te passen. Het Bundesverfassungsgericht is dus geen “super-beroepsinstantie”. Als het Hof vaststelt dat de aangevochten wet ongrondwettig is, dan zal het deze nietig verklaren (art. 95, §3 BverfGG). Dit is in principe een nietigheid ex tunc. Wanneer het een aangevochten rechterlijke beslissing betreft die ongrondwettig wordt bevonden, dan zal het Hof deze vernietigen en doorverwijzen naar de bevoegde rechtbank (art. 95, §2 BVerfGG).

### 2. Konkrete Normenkontrolle (concrete normencontrole)
Wanneer een rechtscollege vaststelt dat een wetskrachtige norm, waarvan haar/zijn oordeel afhangt, mogelijk ongrondwettig is, zal het de procedure schorsen en is het verplicht om de kwestie voor te leggen aan het Landesgericht indien de norm mogelijk onverenigbaar is met de Grondwet van een Land, of om de kwestie voor te leggen aan het Bundesverfassungsgericht indien de norm mogelijk strijdig is met de federale Grondwet (art. 100, §1 GG). Het Bundesverfassungsgericht beslist enkel over de geldigheid van de norm in kwestie, en oordeelt niet over de grond van de zaak die voorligt aan de verwijzende rechter. Deze concrete normencontrole is dus min of meer vergelijkbaar met de Belgische prejudiciële procedure.
De prejudiciële vraag moet van doorslaggevend belang zijn voor het geschil dat ter beoordeling aan de rechter voorligt. In dat geval is de rechter verplicht om een vraag te stellen aan het Hof, behalve wanneer de wetskrachtige norm in kwestie reeds gold vooraleer de Grondwet van kracht was. In dit geval mag de gewone rechter zelf vaststellen of deze al dan niet in strijd is met de Grondwet. Dit is zo omdat hierdoor de scheiding der machten niet aangetast wordt, want de huidige wetgevende organen waren toentertijd nog onbestaande en aldus kan hun gezag niet ondermijnd worden door een dergelijke beslissing.
Indien er in de loop van het geding twijfel ontstaat over de vraag of een regel van internationaal recht een integraal deel uitmaakt van de federale wet en of deze rechtstreeks rechten en plichten creëert voor het individu, dan zal de rechter deze vraag verwijzen naar het Bundesverfassungsgericht (art. 100, §2 GG).
Indien het constitutioneel hof van een deelstaat, bij het interpreteren van de federale Grondwet, voorstelt om af te wijken van een beslissing genomen door het Bundesverfassungsgericht of genomen door het constitutioneel hof van een andere deelstaat, dan is het verplicht om een prejudiciële vraag te stellen aan het Bundesverfassungsgericht (art. 100, §3 GG).

### 3. Abstrakte Normenkontrolle (abstracte normencontrole)
De Grondwet voorziet krachtens art. 93, §1, nr. 2 GG in een procedure waarin de toetsing door het Hof van een norm het doel is van de procedure, los van de concrete toepassing van de norm in een zaak. Het Hof beslist “bij meningsverschillen of twijfel over de formele en inhoudelijke bestaanbaarheid van federaal recht of recht van deelstaat met deze Grondwet, of de bestaanbaarheid van recht van de deelstaat met enig ander federaal recht, op daartoe strekkend verzoek van de Bondsregering, de regering van een deelstaat of een vierde van de leden van de Bondsdag”. Aan de abstracte normencontrole mogen onderworpen worden alle federale en regionale wetten, ordonnanties en verordeningen; uitgesloten zijn de wetten die vóór 1949 in werking getreden zijn, die van de bezettingsmacht na de Tweede Wereldoorlog, de verordeningen en richtlijnen van de Europese Gemeenschappen en de kerkelijke normen.
De abstracte normtoetsing is geen procedure op tegenspraak; er zijn wel verzoekende partijen, maar geen verwerende. Het betreft een rechtsprocedure van objectieve toetsing in het algemeen en openbaar belang. Daaruit volgt dat de verzoekende partij geen specifiek, individueel en subjectief belang hoeft te hebben of aan te tonen. Ze handelt enkel en alleen in het belang dat het publiek erbij heeft dat de rechtsorde overeenstemt met de Grondwet. Dit wordt geïllustreerd door het feit dat het Hof zelf kan beslissen om met een procedure voort te gaan, ook nadat de verzoekende partij haar verzoek heeft ingetrokken, omdat het Hof de zaak dermate belangrijk vindt voor het openbaar belang. Natuurlijk is het vaak zo dat de verzoekende partij eigen doeleinden of belangen nastreeft. Vooral de minderheid binnen het parlement – de oppositie – bedient zich van deze procedure om met andere middelen de politieke strijd voort te zetten die ze in de Bondsdag of de Bondsraad verloren heeft.
Het betreft een toetsing a posteriori. De norm moet eerst worden afgekondigd, dat wil zeggen dat de wetgevende procedure volledig voltooid dient te zijn. Het is evenwel niet noodzakelijk dat de norm al van kracht is geworden. De indiening van het verzoekschrift is bovendien niet aan een tijdslimiet gebonden.
Voor alle procedures voor het Bundesverfassungsgericht geldt het principe van het officiële gerechtelijk vooronderzoek, waarin het Hof alle noodzakelijke bewijsmiddelen verzamelt nodig om de waarheid te achterhalen (art. 26, §1 BVerfGG). Regels voor de beoordeling van de bewijsmiddelen zijn er niet; het Hof beslist volgens zijn/haar overtuiging of het geleverde bewijs deugdelijk is.
Het eindarrest heeft niet het gezag van gewijsde onder partijen, omdat die er niet zijn. Het rechtsgevolg van een beslissing in de procedure van abstracte normtoetsing is abstract en zuiver objectief. Ze betreft alleen de norm als zodanig, het definitieve einde van die procedure, de geldigheid of de ongrondwettigheid en de nietigheid (ex tunc) van de norm en de gevolgen voor de geadresseerden van de norm: de bestuursautoriteiten, de gerechtshoven en rechtbanken of de particulieren.

### 4. Organstreit (geschillen tussen constitutionele organen)
Het Hof oordeelt over de interpretatie van de Grondwet in geval van geschillen over de rechten en plichten van een constitutioneel orgaan of andere partijen door de Grondwet of de procedureregels van dergelijk constitutioneel orgaan met eigen rechten bekleed (art. 93, §1, nr. 1 GG en art. 63-67 BVerfGG). Deze bepaling zorgt ervoor dat het Hof kan controleren of geen enkel staatsorgaan zijn bevoegdheden overschrijdt. Zo heeft het Hof bijvoorbeeld op 12 juli 1994 geoordeeld dat de beslissing genomen door de Bondsregering over deelname van Duitse soldaten aan de NAVO- en VN-missies in voormalig Joegoslavië en Somalië, niet regelmatig gebeurd is, daar de Bondsregering daarvoor de toestemming nodig had van de Bondsdag.

### 5. Bund-Länder-Streit (geschillen tussen de federale staat en een deelstaat of tussen deelstaten onderling)
Het Bundesverfassungsgericht beslist over geschillen die ontstaan tussen de federale staat en een deelstaat of tussen deelstaten onderling over hun respectievelijke rechten en plichten en zorgt er dus voor dat de bevoegdheidsverdelende regels gerespecteerd worden (art. 93 §1 nr. 3 GG).

### 6. Parteiverbotsverfahren (procedure van partijverbod)
Op grond van art. 21, §2 GG en art. 13, §2 BVerfGG kan het Hof partijen, die, wegens hun doelstellingen of gedragingen van hun leden, de vrije democratische orde willen afschaffen of verminderen, of die het bestaan van de Federale Republiek Duitsland in gevaar willen brengen, ongrondwettelijk verklaren. Dergelijk verzoek kan overeenkomstig art. 43 BVerfGG ingediend worden door de Bondsdag, de Bondsraad, de Bondsregering of een deelstaatregering (zo de partij zich enkel op dat niveau situeert). Sinds het bestaan van het Bundesverfassungsgericht heeft het Hof twee partijen ongrondwettelijk verklaard, dit betreft enerzijds de Sozialistische Reichspartei in 1952 en anderzijds de Kommunistische Partei Deutschlands in 1956.

### 7. Verbeurdverklaring van de fundamentele rechten
De verbeurdverklaring van grondrechten betekent zoveel als het verlies van individuele grondrechten, middels een specifieke procedure die in art. 18 GG geregeld wordt. De aanvraag tot verbeurdverklaring van grondrechten kan enkel door de Bundestag, door de Bundesrat of door de Bundesregierung ingediend worden. Krachtens art. 18 GG kan men het recht op vrije meningsuiting (in bijzonderheid de vrijheid van pers, onderwijs, vergadering, vereniging en het briefgeheim) alsook het recht op asiel of het eigendomsrecht verliezen als men deze vrijheden of rechten misbruikt heeft om de democratische basis van Duitsland aan te vallen. Merk op dat enkel de hierboven opgesomde rechten en vrijheden verbeurd verklaard kunnen worden, alle andere (mensen)rechten blijven onaantastbaar. Deze verbeurdverklaring kan in de tijd beperkt worden, of naderhand weer ingetrokken worden. Enkel het Bundesverfassungsgericht is bevoegd om hierover te oordelen, en tot nu toe heeft het dit nog maar in een viertal zaken gedaan. Er zijn zo weinig zaken voorgekomen omdat het Hof heel strenge eisen stelt in een prejudiciële procedure waar het de ontvankelijkheid en de opportuniteit toetst (zo moet de verweerder nog steeds een dreiging voor de democratische basis uitmaken). In geen van de vier voorgekomen zaken werd er tot een verbeurdverklaring overgegaan. Al deze zaken waren gericht tegen Duitsers die het Nationaalsocialistische gedachtegoed aanhingen.

### 8. Het Bundesverfassungsgericht als verificatiebureau
Het Bundesverfassungsgericht is de tweede en laatste instantie in beroep bij zaken over de geldigheid van de verkiezingen voor het parlement van de Bondsrepubliek Duitsland en voor het Europees parlement (voor de verkozenen uit Duitsland). In eerste instantie oordeelt de Bundestag zelf als zelfstandig orgaan.

### 9. Aanklachten tegen de Bundespräsident.
Dit is een specifieke procedure krachtens art. 61 GG. Dit artikel zegt zoveel als dat de Bundestag of de Bundesrat de Bundespräsident wegens een opzettelijke schending van de grondwet of van een andere federale wet bij het Hof kan aanklagen, waarna het Hof hem uit zijn ambt kan ontzetten. Er is tot op heden nog nooit zo’n aanklacht voor het Bundesverfassungsgericht gekomen.

### 10. Minnelijke schikkingen
Minnelijke schikkingen zijn bij het Hof niet voorzien. Toch is dit ooit eens voorgevallen: er is een minnelijke schikking voorgesteld in de zaak Lebensgestaltung-Ethik-Religionskunde-Unterricht. Het doel van deze minnelijke schikking was dat een conflict tussen de Staat (en diens godsdienstonderwijs) en de religieuze gemeenschappen vermeden werd.

### 11. Juridisch advies
Enkel in de beginjaren was het mogelijk om het Hof om advies te vragen, dit krachtens het oude art. 97 BVerfGG. Zo’n advies is maar tweemaal ingewonnen; in 1951 over het instemmingsrecht van de Bondsraad over wetgeving inzake de zeggenschap over de inkomsten- en vennootschapsbelasting (BVerfGe 1, 76) en in 1954 over federale bevoegdheid een bouwbesluit vast te stellen (BVerfGE 3, 407).

### 12. Voorlopige maatregelen
Zoals voor elke andere procedure kan het Hof voorlopige maatregelen opleggen.

### 13. Andere procedures
Hiernaast heeft het Hof nog andere bevoegdheden die het toegewezen zijn door de federale wetgeving. Een voorbeeld hiervan is de wet op het referendum en de volksraadpleging die een procedure bij het Hof beschikbaar stelt tegen een afgewezen petitie tot oproeping van een referendum. Een voorbeeld hiervan is het “Lübeck-Urteil”.